# Xenophallus
Xenophallus is een monotypisch geslacht van straalvinnige vissen uit de familie van levendbarende tandkarpers (Poeciliidae).

## Soort
- Xenophallus umbratilis (Meek, 1912)